# Ranibas (Surkhet)
Ranibas (nep. रानिबास) – gaun wikas samiti w zachodniej części Nepalu w strefie Bheri w dystrykcie Surkhet. Według nepalskiego spisu powszechnego z 2001 roku liczył on 565 gospodarstw domowych i 3436 mieszkańców (1701 kobiet i 1735 mężczyzn).